# Método Cornell
O  'Sistema de anotações Cornell'  é um sistema de anotações concebido na década de 1950 por Walter Pauk, um professor de educação da Cornell University. Pauk tem defendido seu uso em seu best-seller Como estudar na faculdade. 

## Visão geral do método
O método Cornell fornece um formato sistemático para condensar e organizar anotações. O estudante divide o papel em duas colunas: a coluna de anotações (geralmente à direita) é o dobro do tamanho da coluna de palavras-chave (no lado esquerdo). O estudante deve deixar 5-7 linhas, ou cerca de 5 centímetros, na parte inferior da página.
Notas de uma palestra ou ensino são escritas na coluna de anotações; notas geralmente consistem das principais ideias do texto ou palestra, e as ideias extensas são parafraseadas. Sentenças longas são evitadas; símbolos ou abreviaturas são usadas. Para ajudar com avaliações futuras, as questões relevantes (que devem ser contabilizadas, logo que possível, para que a palestra e as perguntas estejam frescas na mente do aluno), palavras-chave são escritas na coluna palavra-chave. Estas notas podem ser tomadas a partir de qualquer fonte de informação, tais como obras de ficção e não-ficção, livros, DVDs, palestras, livros texto, etc.
Dentro de 24 horas depois de tomar as notas, o aluno deve rever e escrever perguntas, em seguida, escrever um breve resumo no final, nas 5-7 linhas da página. Isso ajuda a aumentar a compreensão do tema. Ao estudar para qualquer teste ou prova, o aluno tem um registro conciso, detalhado e relevante das aulas anteriores.
Ao analisar o material, o aluno pode cobrir a coluna de anotações (à direita) durante a tentativa de responder às perguntas / Palavras-chave na palavra chave ou sugestão coluna (esquerda). O aluno é estimulado a refletir sobre o material e rever as notas regularmente 

## Estudos sobre a eficácia
Um estudo publicado em 2007 pela Universidade Estadual de Wichita comparados dois métodos de anotações em uma sala de aula Inglês secundário, e descobriu que Cornell anotações podem ser de benefício adicional nos casos em que os alunos são obrigados a sintetizar e aplicar o conhecimento aprendido, enquanto o  notas guiadas método parecia ser melhor para recordação base <ref> Jacobs, Keil.

## Exemplo
| PERGUNTAS: -Não o suficiente para trazer o mundo fora da obrigação? -Por que são a base do casamento? -Não o suficiente para acreditar que um grande pai? -Não o suficiente para puni-lo por estar atrasado? | NOTAS: -As pessoas que concordam em ser pais são pressionados pelos outros. -Há pessoas que aceitam se casar ou cometer, porque eles vão ser pais. -Há pessoas que pensam ou acreditam que, dando aos seus filhos qualquer bem material, eles serão felizes. Eles estão errados! Há pais que castigam seus filhos por que estão atrasados, e não são sequer digno de ouvir as razões que lento. |
| RESUMO: Podemos dizer que tudo o que acontece na vida é uma coisa boa, e devemos sempre estar disposto a conhecer que eles carregam no caminho certo, para que possamos fazer nossas futuras gerações são melhores, mas nem sempre tudo é resolvido com os bens materiais, mas tenho muita confiança entre os membros de uma família e ser capaz de suportar todo mundo em todos os tempos e para ter uma vida boa e feliz com você mesmo e toda a sua família. | |